# Большие Невадицы
Большие Невадицы — деревня в Карамышевской волости Псковского района Псковской области России.
Расположена в 11 км к западу от села Карамышево и в 20 км к востоку от центра города Пскова.
Численность населения деревни по состоянию на 2000 год составляла 6 человек.

## История
В Псковских летописях есть упоминание, что в 1435 году в Невадичах псковичи догнали отъехавшего от них архиепископа Евфимия, а в 1463 до Невадичей провожали князя Фёдора Юрьевича. В Писцовых Книгах 1585-87 гг. погост упоминается, как центр Невадитцкой губы Мелетовской засады.